# Les Bonnes Nouvelles
Pour les articles homonymes, voir Bonne-Nouvelle.
Pour plus de détails, voir Fiche technique et Distribution.
Les Bonnes Nouvelles (Buone notizie) est une comédie noire à l'italienne sortie en 1979. Il s'agit du dernier film d'Elio Petri,,.

## Synopsis
Un cadre d'une compagnie audiovisuelle mène une vie des plus ordinaires, même si le manque de communication qui caractérise sa vie de couple commence à être de plus en plus pesante. Un jour, une vieille connaissance, perdue de vue depuis longtemps, le contacte et lui confie être poursuivi par de mystérieux assassins...

## Fiche technique
Sauf indication contraire, les informations mentionnées dans cette section peuvent être confirmées par la base de données cinématographiques IMDb,  présente dans la section « Liens externes ».
- Titre français : Les Bonnes Nouvelles[4]
- Titre original : Buone notizie ou La personalità della vittima[5]
- Réalisateur : Elio Petri
- Scénario : Elio Petri
- Photographie : Tonino Nardi (it)
- Montage : Ruggero Mastroianni
- Musique : Ennio Morricone
- Décors : Amedeo Fago (it), Franco Velchi (it)
- Costumes : Barbara Mastroianni
- Production : Elio Petri, Giancarlo Giannini
- Société de production : Medusa Distribuzione (Rome)
- Pays de production :  Italie
- Langue originale : italien
- Format : Couleur par Eastmancolor - 1,85:1 - Son mono - 35 mm
- Durée : 105 minutes (1 h 45[5])
- Genre : Comédie à l'italienne, comédie noire
- Dates de sortie :
  - Italie : 23 novembre 1979
- Classification :
  - Italie : Interdit aux moins de 14 ans[5]

## Distribution
- Giancarlo Giannini : Sans-Nom
- Ángela Molina : Fedora, la femme de Sans-Nom
- Paolo Bonacelli : Gualtiero Milano
- Aurore Clément : Ada Milano
- Ombretta Colli : Tignetti
- Ninetto Davoli : Le livreur
- Ritza Brown : Benedetta
- Franco Javarone (it) : Le commissaire
- Filippo De Gara (it) : Le syndicaliste
- Gianni Baghino (it)